# نافذة (جيولوجيا)

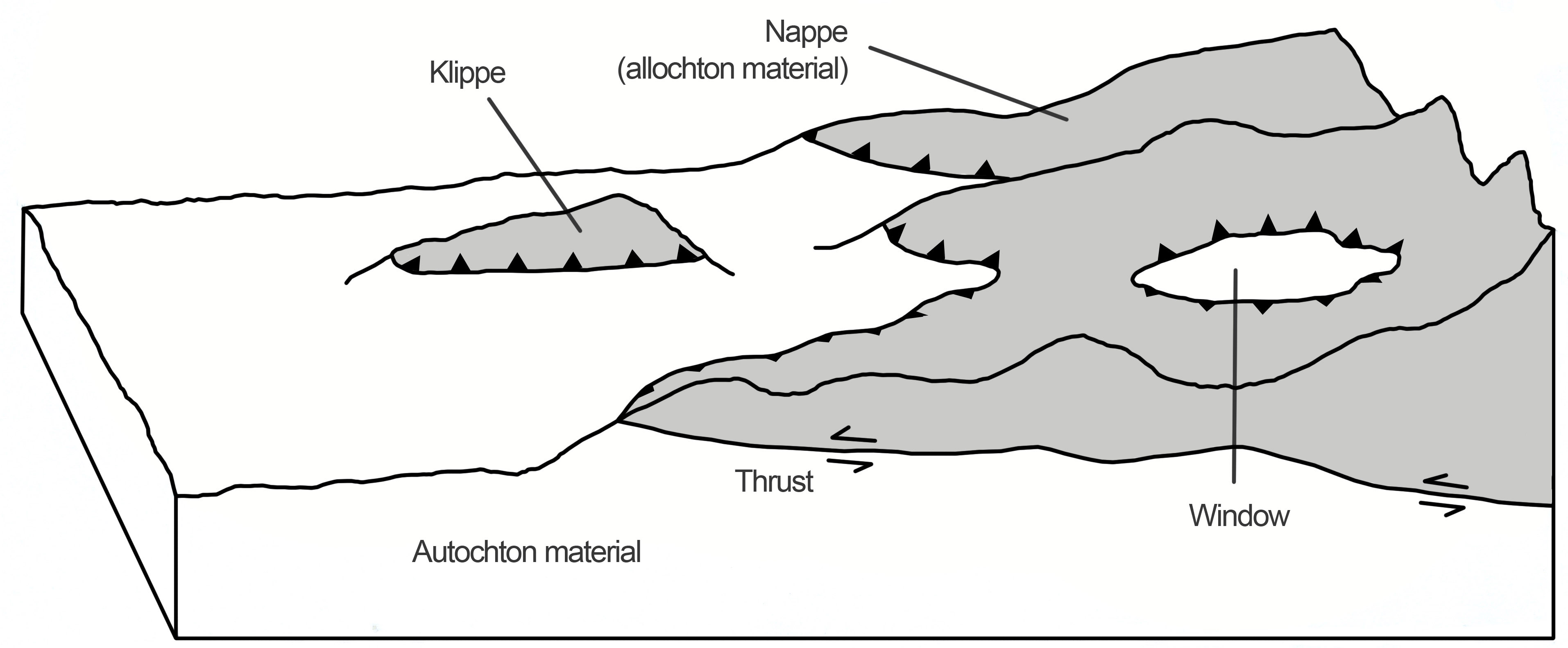
نظرة عامة تخطيطية لنظام الدسر. تسمى كتلة الجدار المعلق (عندما يكون لها نسب معقولة) فريش الدسر الذي يتراكب مع المادة أصلية النشأة (غير المنقولة). يُطلق على الفتحة الموجودة في الفريش والتي تكشف عن المادة الأصلية المزروعة نافذة. كليبي هو نتوء انفرادي للفريش في منتصف المواد الأصلية.

إن النافذة التكتونية (أو فنستر (أدب «النافذة» باللغة الألمانية)) هي بنية جيولوجية تتكون من التآكل أو التصدع الطبيعي في نظام الدسر. في مثل هذا النظام، يُطلق على الكتلة الصخرية (كتلة الجدار المعلق) التي تم نقلها عن طريق الحركة على طول الدفع اسم الفريش. عندما ينتج عن التآكل أو التصدع العادي وجود ثقب في الفريش حيث تبرز الصخور أصلية النشأة (أي غير المنقولة) تسمى النافذة. كليبي هي أيضا ميزة بالقرب من النوافذ.
كليبي هو الجزء المتبقي من الفريش بعد إزالة التعرية من أجزاء التوصيل من الفريش. تؤدي هذه العملية إلى تفوق الطبقات الغريبة، وغالبًا ما تتم ترجمتها أفقًا تقريبًا على الطبقات أصلية النشأة.
تقريبًا، يمكن أن يكون حجم النوافذ من بضعة أمتار إلى مئات الكيلومترات. من الأمثلة المعروفة للنوافذ التكتونية نافذة هوهي تاورن في جبال الألب الشرقية  أو نافذة هرزدافوا دولينا التكتونية في منطقة الكاربات الغربية.